# Bassin de l'Escaut en amont de Tournai
Bassin de l'Escaut en amont de Tournai este o arie protejată (arie specială de conservare — SAC, sit de importanță comunitară — SCI, arie de protecție specială avifaunistică — SPA) din Belgia întinsă pe o suprafață de 193,56 ha, integral pe uscat.

## Localizare
Centrul sitului Bassin de l'Escaut en amont de Tournai este situat la coordonatele 50°31′18″N 3°29′13″E / 50.521781°N 3.486865°E.

## Înființare
Situl Bassin de l'Escaut en amont de Tournai a fost declarat arie de protecție specială avifaunistică în decembrie 2016 pentru a proteja 21 de specii de animale. Alte tipuri de protecție:
- sit de importanță comunitară (în ianuarie 2004)
- arie specială de conservare (în decembrie 2016)[1][3][4]

## Biodiversitate
Situată în ecoregiunea atlantică, aria protejată conține 6 habitate naturale: Lacuri eutrofice naturale cu vegetație de tip Magnopotamion sau Hydrocharition, Cursuri de apă de la nivel de câmpie la nivel montan, cu vegetație Ranunculion fluitantis și Callitricho-Batrachion, Liziere de ierburi înalte hidrofile de câmpie și de nivel montan până la alpin, Păduri de fag acidofile atlantice, cu subarboret de Ilex și, uneori, de asemenea, Taxus, la nivelul arbuștilor (Quercion robori-petraeae sau Ilici-Fagenion), Păduri de fag Asperulo-Fagetum, Păduri aluvionare cu Alnus glutinosa și Fraxinus excelsior (Alno-Padion, Alnion incanae, Salicion albae).
La baza desemnării sitului se află mai multe specii protejate:
- păsări (14): lăcar-de-rogoz (Acrocephalus schoenobaenus), pescăruș albastru (Alcedo atthis), rață pitică (Anas crecca), rață cârâitoare (Anas querquedula), stârc roșu (Ardea purpurea), buhai de baltă (Botaurus stellaris), erete de stuf (Circus aeruginosus), erete vânăt (Circus cyaneus), egretă albă (Egretta alba), egretă mică (Egretta garzetta), becațină comună (Gallinago gallinago), gușă albastră (Luscinia svecica), becațină mică (Lymnocryptes minimus), viespar (Pernis apivorus)
- amfibieni (2): Bufo calamita, triton cu creastă (Triturus cristatus)
- mamifere (2): liliac de iaz (Myotis dasycneme), liliac cărămiziu (Myotis emarginatus)
- nevertebrate (2): Unio crassus, Vertigo moulinsiana
- pești (1): Rhodeus sericeus

Pe lângă speciile protejate, pe teritoriul sitului au mai fost identificate 7 specii de plante, 9 specii de amfibieni, 12 specii de mamifere, 2 specii de reptile.